# Severino Varela
Severino Varela est un footballeur uruguayen né le 14 septembre 1913 à Montevideo en Uruguay. Il était attaquant et portait les jours de match un béret blanc. 
Meilleur buteur de l'Uruguay en Copa América avec 15 réalisations en 3 éditions (1937, 1939 et 1942), il meurt le 29 juillet 1995, seulement six jours après que la Celeste a décroché son quatorzième titre de champion d'Amérique.

## Biographie
Il fit ses débuts en 1932 au CA River Plate uruguayen. Il y resta jusqu'en 1935 où il s'engagea avec le Peñarol. Il remporta le championnat d'Uruguay à quatre reprises : 1935, 1936, 1937 et 1938. En 1942 il remporta la Copa América puis il quitta l'Uruguay pour signer avec les argentins du Boca Juniors. Il remporta le championnat argentin en 1943 et 1944. Il s'illustra lors des Superclásico contre le CA River Plate avec 5 buts en 6 matchs. Au cours de ces trois années sous le maillot de Boca, il disputa 74 matchs et marqua 46 buts. En 1946 il retourna au Peñarol ou il acheva sa carrière en 1947. 
Avec la Celeste il fit ses débuts en 1935. Il totalise 24 sélections pour 19 buts. Il obtint sa dernière sélection en 1942.
Il est le troisième meilleur buteur de tous les temps en Copa América avec 15 réalisations.

## Carrière
- 1932-1935 :  Club Atlético River Plate (Uruguay)
- 1935-1942 :  Club Atlético Peñarol
- 1943-1945 :  CA Boca Juniors
- 1946-1947 :  Club Atlético Peñarol

## Palmarès
- Vainqueur de la Copa America 1942.
- Championnat d'Uruguay de football en 1935, 1936, 1937 et 1938.
- Championnat d'Argentine de football en 1943 et 1944.